# Ruy Rendón Leal

Erzbischofswappen von Ruy Rendón Leal

Ruy Rendón Leal (* 27. Oktober 1953 in Cadereyta de Jiménez, Nuevo León, Mexiko) ist ein mexikanischer Geistlicher und römisch-katholischer Erzbischof von Hermosillo.

## Leben
Ruy Rendón Leal empfing am 8. September 1979 das Sakrament der Priesterweihe für das Erzbistum Monterrey.
Am 28. September 2005 ernannte ihn Papst Benedikt XVI. zum Prälaten von El Salto. Der Erzbischof von Monterrey, Francisco Robles Ortega, spendete ihm am 30. November desselben Jahres die Bischofsweihe; Mitkonsekratoren waren der Erzbischof von Durango, Héctor González Martínez, und der emeritierte Prälat von El Salto, Manuel Mireles Vaquera. Am 16. Juli 2011 bestellte ihn Benedikt XVI. zum Bischof von Matamoros.
Am 26. April 2016 ernannte ihn Papst Franziskus zum Erzbischof von Hermosillo. Die Amtseinführung erfolgte am 9. Juni desselben Jahres.